# Tijd voor de eeuwigheid
Tijd voor de eeuwigheid. De techniek staat voor iets is een bundeling essays van Ad Vlot die postuum verscheen in 2002.

## Geschiedenis
Vanaf 1988 schreef prof. dr. ir. Ad Vlot (1962-2002) artikelen, essays, lezingen en boekrecensies, vanaf 1998 een tweewekelijkse column voor het wetenschapskatern van het Nederlands Dagblad. Van die laatste verscheen postuum een bundel onder de titel Techniek tegen het licht.
Vlot was behalve hoogleraar Lucht- en ruimtevaarttechniek ook afgestudeerd in de wijsbegeerte en was beoogd buitengewoon hoogleraar Reformatorische wijsbegeerte aan de Technische Universiteit Delft. In zijn essays schreef hij zowel over die technische onderwerpen als over filosofische materie.
In december 2001 had Vlot een groot jaarlijkse congres in Amerika over vliegtuigonderhoud bijgewoond waarover hij in een column berichtte. Hij was er ziek van teruggekeerd en na enkele weken bleek dat hij een zeer agressieve vorm van kanker had. Toen gebleken was dat hij niet meer beter zou worden had hij aan zijn collega en leermeester prof. dr. ir. Egbert Schuurman (1937), van wie hij de beoogd opvolger was als buitengewoon hoogleraar, een onafgemaakt manuscript gezonden met de titel De techniek staat voor iets. Schuurman had Vlot beloofd daarvoor een uitgever te zoeken. De bundeling verscheen postuum bij uitgeverij De Vuurbaak in Barneveld. In dit boek staan doorwrochte artikelen, in tegenstelling tot de meer 'populairwetenschappelijke' columns uit Techniek tegen het licht, die over techniek, religie en ethiek gaan. Het wordt voorafgegaan door een voorwoord van Schuurman, gevolgd door een gedicht van Vlot. Het besluit met een nawoord van zijn collega en voorganger aan de Delftse universiteit, prof. ir. Boud Vogelesang, en een uitgebreide literatuuropgave.
Het boek werd door Vlot opgedragen aan zijn met name genoemde drie kinderen.